# Transport Tycoon
Transport Tycoon (TT) y Transport Tycoon Deluxe (TTD) son juegos de ordenador en los que el jugador controla una compañía de transportes y compite contra otras compañías rivales. El objetivo es conseguir el mayor número de ingresos posibles a través del transporte de pasajeros y diversas mercancías por tierra (carretera y ferrocarril), mar y aire.

## Descripción
Transport Tycoon, creado por Chris Sawyer, usa visión isométrica en 2D con gráficos de 8 bits. La baja calidad en este apartado se compensa con una gran jugabilidad, siendo considerado uno de los mejores simuladores en este apartado.
Para comenzar a construir el jugador debe comenzar haciendo estaciones cerca de ciudades o industrias. En el caso del transporte por tierra debe además construir rutas físicas, como carreteras y vías de ferrocarril. La compañía del jugador y las estaciones tienen unas valoraciones de las que depende en gran medida la eficiencia a la hora de transportar mercancías de una estación a otra. Cuanto más alta sea la valoración más cantidad de mercancías atraerá la estación.
Otros componentes necesarios para una red de transportes son los vehículos, construidos en depósitos que deberán estar conectados a la carretera o vía del tren. Los pueblos y las ciudades tienen su propia red de carreteras, pero es necesario construir carreteras extra para unir ciudades e industrias.
Cuando los recursos o pasajeros son recogidos de una estación y llevados a otra donde son demandados (una ciudad, por ejemplo, demanda pasajeros) el jugador es premiado con un beneficio. La cantidad depende del tiempo de transporte, la distancia y la cantidad transportada. La importancia de cada factor depende del tipo de mercancía transportada. 
Cada ciudad tiene su Autoridad Local para impedir que los jugadores destrocen el terreno. También tienen una valoración de cada compañía de transportes y, en el caso de que sea demasiado baja, impiden al jugador demoler casas o construir estaciones. Esta valoración depende de varios factores, como el nivel del servicio o la destrucción de los árboles.
A medida que pasa el tiempo las ciudades se desarrollan y nuevas industrias aparecen según factores económicos. Algunos recursos naturales terminan agotándose e industrias sin servicio de transporte pueden cerrar sus puertas. También son introducidos nuevos modelos de vehículos con más capacidad y velocidad, que con el tiempo van sustituyendo a los viejos modelos.
Uno de los puntos débiles del juego es la pobre inteligencia artificial, incapaz de construir redes de forma sensata. Por ejemplo, destroza el paisaje nivelando montañas en los múltiples intentos por unir dos vías de tren. Cabe destacar que este destrozo no supone una bajada en la valoración de la Autoridad Local de la ciudad.
El juego fue publicado originalmente por MicroProse. Todavía está disponible en algunos lugares con precios económicos, pero raramente se encuentran versiones compatibles con los nuevos sistemas operativos (aunque funciona en Windows 95 y en emuladores como DosBox). Mucha gente recurre a descargar el juego como abandonware.
Tras el éxito de Transport Tycoon Deluxe, Chris Sawyer puso su atención en lanzar una secuela, pero durante el desarrollo cambio de opinión y produjo RollerCoaster Tycoon, que resultó ser un gran éxito de ventas. Tras el lanzamiento de la secuela de este último, decidió dejar a otro equipo a cargo de la tercera versión, y Sawyer retomó el desarrollo de su secuela de Transport Tycoon: Chris Sawyer's Locomotion. Fue lanzado en septiembre de 2004 y descrito por Sawyer como el "sucesor espiritual de Transport Tycoon", pero recibió pobres críticas y no tuvo el éxito de sus predecesores.

## Transport TycoonyTransport Tycoon Deluxe
Dos juegos de Transport Tycoon salieron al mercado, llamados Transport Tycoon y Transport Tycoon Deluxe (normalmente abreviado como TTD o TTDX). La versión Deluxe, como su nombre indica, es una versión mejorada del juego original. (Poco antes había salido al mercado una expansión llamada "World Editor", pero fue eclipsada por la versión Deluxe).
La principal diferencia entre los dos juegos es la forma en la que las señales operan. Transport Tycoon solo permitía señales bidireccionales que dejaban pasar a los trenes en ambas direcciones. La versión Deluxe introdujo señales unidireccionales que permitían construir vías de un solo sentido, lo que daba al jugador un mayor control sobre la red de transportes. También posibilitó la construcción de rutas más eficientes y evitaba que un tren viajara en sentido contrario al deseado.
Transport Tycoon Deluxe expandió el juego con tres nuevos escenarios: Sub-ártico, subtropical y fantasía, que se suman al clásico escenario templado. Los nuevos escenarios tienen distintas industrias y algunos retos adicionales. Por ejemplo, las ciudades del sub-ártico no crecerán sin un suministro regular de comida, y las subtropicales necesitaran acceso al agua.
Los nombres reales de vehículos en Transport Tycoon fueron reemplazados con nombres ficticios en la versión Deluxe debido a cuestiones de copyright. Una aplicación de terceros fue posteriormente lanzada para los jugadores que quisieran recuperar los nombres originales. También es posible renombrar vehículos y estaciones (útil para identificar servicios en una red) e incluso ciudades si la valoración es lo suficientemente alta.

## Aplicaciones de terceros
Varios equipos de desarrollo trabajan actualmente para mejorar Transport Tycoon. TTDPatch proporciona mejoras de jugabilidad y arregla numerosos errores de TTD aplicando un parche al archivo original, que hace compatible el juego para Windows XP.
OpenTTD es un clon libre del TTD que presenta notables mejoras y hace posible jugar a Transport Tycoon Deluxe en muchos más sistemas operativos.
Estos dos sistemas aplican varias mejoras:
- posibilidad de construir canales y diques en el mar;
- varias estaciones de autobuses o camiones juntas (OTTD);
- más variedad de aeropuertos y helipuertos (OTTD);
- más variedad de gráficos para las estaciones y libertad a la hora de instalar las plataformas de estas (pudiendo imitarse estaciones de la realidad);
- construcción sobre pendientes (de forma similar a la que aparecen los edificios del juego original, haciendo más cómodo el juego, y permitiendo aprocechar mejor el espacio);
- tranvías (operan de forma similar a Locomotion);
- construir en pausas del juego (TTDP);
- añadir o eliminar vías o trozos de carretera del inicio de los puentes (TTDP);
- construir puentes sobre vías diagonales, entradas a túneles y carreteras no perpendiculares (OTTD);
- construir ferrocarriles sobre las entradas a túneles (TTDP);
- calles de un solo sentido (permitiendo construir autovías);
- usar ferrocarriles eléctricos y de vía estrecha (en OTTD los de vía estrecha serían sustituyendo a otro tipo de vía, como el maglev, en TTDP, habría que sustituir los maglev o los monoraíles tanto para añadir vías electrificadas, como para vía estrecha);
- añadir nuevos tipos de industrias, mercancías y viajeros (TTDP, por ejemplo, se pueden añadir turistas o abono);
- mejoras en la señalización en ferrocarriles, que permiten evitar bloqueos, o hacer más fluido el tráfic;
- nuevos vehículos, aviones, barcos, trenes;
- posibilidad de duplicar vehículos (OTTD).

Una tercera opción es Simutrans, una alternativa libre de Transport Tycoon, siendo programada desde cero sin ser modificación de Transport Tycoon.

## Música de Transport Tycoon
La música del juego, con sonidos jazz y blues en formato MIDI, fue compuesta originalmente por John Broomhall, en 1994-1995. Se encuentra en una carpeta llamada 'gm' dentro de la carpeta del juego, y es posible extraerla y escucharla en un reproductor MIDI copiando los archivos .gm en una carpeta diferente y cambiando la extensión por .mid o .midi.